# Parti communiste d'Albanie (1991)
 (janvier 2011).
Si vous disposez d'ouvrages ou d'articles de référence ou si vous connaissez des sites web de qualité traitant du thème abordé ici, merci de compléter l'article en donnant les références utiles à sa vérifiabilité et en les liant à la section « Notes et références ».
Le Parti communiste d'Albanie (en albanais Partia Komuniste e Shqipërisë, PKSH) est un parti communiste, « anti-révisionniste » et marxiste-léniniste, en Albanie. Le parti a été fondé en 1991, issu d'une scission du Parti du travail d'Albanie, qui s'est alors changé en Parti socialiste d'Albanie. Il est dirigé par Qemal Cicollari. 
Il se revendique d'Enver Hoxha et de sa pensée. Nexhmije Hoxha, la veuve de Enver Hoxha, était membre du parti.
En 1998, le PKSH est devenu le premier parti communiste d'après 1991 à être enregistré légalement auprès de la commission électorale.
En 2002, une fraction du PKSH fait scission et fusionne dans le Parti du travail, alors refondé.
Aux élections législatives de 2005, le parti a obtenu 8 901 voix, soit 0,7 % à la proportionnelle.
Lors d'un congrès de l'unification en 2006, le Parti communiste d'Albanie, le Parti du travail albanais et de petits partis communistes ont fusionné en un Parti communiste d'Albanie refondé. 300 membres de ces partis ont participé à ce congrès et Hysni Milloshi est alors devenu le chef du parti unifié.
PKSH publie Zëri I se Vërtetës (La voix de la vérité).
L'organisation de jeunesse du parti est connue sous le nom Jeunesse communiste d'Albanie.
Le PKSH fait aussi partie du Réseau de solidarité, qui organise toutes les années une rencontre internationale des partis communistes et ouvriers.